# Kruishoutem
Kruishoutem (fr. Cruyshautem) – dzielnica (deelgemeente) gminy Kruisem w Belgii, w Regionie Flamandzkim, w prowincji Flandria Wschodnia, w okręgu Oudenaarde. Do 31 grudnia 2018 samodzielna gmina.

## Demografia
- Źródła: NIS, od 1806 do 1981= według spisu; od 1990 liczba ludności w dniu 1 stycznia

1 stycznia 2020 całkowita populacja Kruishoutem liczyła 5373 osoby. Łączna powierzchnia miejscowości wynosi 27,25 km², co daje gęstość zaludnienia 197 mieszkańców na km².

## Współpraca
Miejscowość partnerska:
- Attert, Luksemburg